# Van Wiechenschema
Het Van Wiechenschema is een methode om de ontwikkeling van een kind kwantitatief in te delen. Het is de Nederlandse versie van de Schaal van Bayley. Het is in de jaren zestig van de 20e eeuw ontwikkeld door de Zwolse huisarts Hans van Wiechen en wordt nog steeds gebruikt in Nederland en België.
Er wordt gescoord op verschillende punten, zoals taalgebruik, motoriek en sociale interactie. Een kind kan per onderdeel 0, 1 of 2 punten krijgen, daarna worden de scores opgeteld. Een normale score voor een kind van 14 maanden ligt tussen de 15 en 20.